# Telemo
Telemo (in greco antico: Τήλεμος?, Telemos) è un personaggio della mitologia greca, un ciclope dotato di veggenza, figlio di Eurimo. Telemo avvertì Polifemo che avrebbe perso la vista a causa di un uomo chiamato Ulisse.
(L'Odissea di Omero tradotta in ottava rima dall'abate Giuseppe Maria Bozzoli, canto IX, st. 110)

## Influenza culturale
A Telemo è intitolato il cratere Telemo sul satellite di Saturno Teti.